# Jesse Dylan
Jesse Dylan, né le 6 janvier 1966 à New York, est un réalisateur américain de comédies à succès. Il a régulièrement mis sa notoriété et ses compétences au service de différentes causes et organismes, produisant des documentaires, participant au Council on Foreign Relations, réalisant un clip pour le candidat à l'élection présidentielle américaine de 2008 Barack Obama, mettant en avant des innovations économiques et sociales en réalisant des vidéos, entre autres.

## Biographie
Jesse Dylan est né le 6 janvier 1966, et est l’aîné des enfants de Bob Dylan et de Sara Lownds. Il passe son enfance entre les villes de New York, de Woodstock et de Los Angeles, accompagnant également ses parents au festival de l'île de Wight en Angleterre en 1969. Il mène ensuite des études de cinéma à l'Université de New York,.
Il commence sa carrière de réalisateur à Manhattan en travaillant sur des clips, notamment pour le groupe de son frère Jakob Dylan, The Wallflowers, pour Lenny Kravitz (Always on the Run), pour Nick Cave (Red Right Hand) ou encore Tom Waits en tant que photographe du livret accompagnant les albums Bone Machine, Blood Money et Bad as Me, ainsi que les clips vidéo des singles God's Away on Business et Satisfied. Il réalise également des publicités pour Reebok, Pepsi, Coca-Cola, Suzuki, Audi, Budweiser, Doritos, etc. Il fonde  en parallèle la société Wondros, réunissant l’ensemble des compétences pour créer du contenu au service d’idées sociales ou humanitaires,.
Installé à Los Angeles, il y réalise un premier long-métrage, How High, sorti en 2001. C’est une comédie mettant en scène deux jeunes rappeurs, incarnés par Method Man et Redman. Jesse Dylan est ensuite choisi pour réaliser le troisième volet de la série à succès American Pie intitulé Marions-les !. Cette comédie sort en 2003. Un an plus tard, Jesse Dylan fonde FreeForm, qui vise la promotion d'idées bénéfiques et innovatrices pour la société américaine. En 2005, il réalise une nouvelle comédie, Kicking and screaming (Match en famille pour la version diffusée en France), avec Will Ferrell.
Simultanément, il continue à réaliser des films publicitaires, mais  travaille aussi auprès de divers organismes tels que Science Commons et Public Knowledge, sur la transmission des connaissances. Il est également membre  du Council on Foreign Relations, un club de réflexion sur la politique étrangère américaine. Il fonde en 2007 un organisme sans but lucratif, Lybba, permettant d'accéder en libre accès sur internet aux dernières informations sur les soins de santé.
En 2008, tout en réalisant des séries télévisées, il est l’un des producteurs  d'un documentaire de Stacy Peralta, ayant pour titre Crips and Bloods: Made in America. Ce long métrage est consacré à l'histoire du Sud de Los Angeles et des gangs (Crips) qui l'habitent, aux origines de cette situation et aux solutions possibles. Durant la même période, pour l’élection présidentielle américaine de 2008, il réalise un clip pour lequel il mobilise une trentaine de célébrités, dont l'actrice Scarlett Johansson ou encore Sarah Wright, sur l’adaptation par le rappeur will.i.am d'un discours de Barack Obama. Le discours, Yes We Can, a été prononcé le 8 janvier de cette même année dans l’État du New Hampshire. La vidéo réalisée par Jesse Dylan est diffusée sur YouTube et visionnée des millions de fois. Il invente ainsi un nouveau type de publicité politique,,.
En 2012, un de ses clips vidéos, sur un titre des Black Keys, Lonely Boy, remporte un MTV Video Music Awards catégorie vidéo rock alternatif.
Il est marié avec Susan Traylor et a deux enfants.

### Webographie
- Notices d'autorité :   - VIAF
  - ISNI
  - BnF (données)
  - LCCN
  - GND
  - Pays-Bas
  - Pologne
  - Israël
  - Australie
  - WorldCat
- Ressources relatives à l'audiovisuel :   - AllMovie
  - Allociné
  - IMDb
- « Jesse Dylan » (présentation), sur l'Internet Movie Database
- (en) « Membership Roster », sur le site du Council on Foreign Relations.
- (en) « Jesse Dylan », sur le site des Conférences TED.
- (en) « Jesse Dylan », sur le site de NRJ.
- (en) « Jesse Dylan. Biography », sur le site Tribune.ca.
- (en) « Welcome to California : A film by Susan Traylor », sur le site track16
- (en) « Jesse Dylan Joins Public Knowledge Board », sur le site Public Knowledge.
- (en) « Wondros’ Jesse Dylan Stomps for Tom Waits’ Satisfaction », sur le site presskitchen.com.